# Leucomele miriamella
Leucomele miriamella är en fjärilsart som beskrevs av William George Dietz 1905. Leucomele miriamella ingår i släktet Leucomele och familjen äkta malar. Inga underarter finns listade i Catalogue of Life.